# Estoire d'Eracles

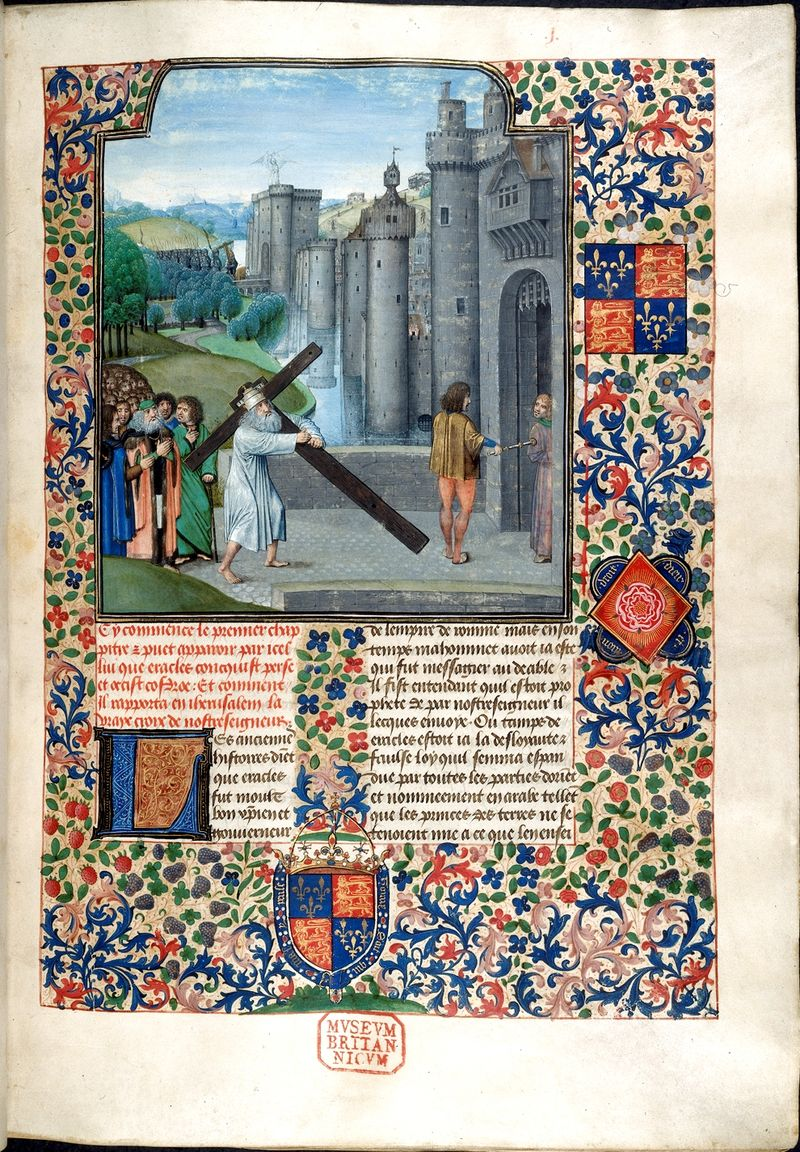
El emperador Heraclio llevando la Vera Cruz a Jerusalén. Imagen de la Biblioteca Británica MS Royal 15 E. i.

El Estoire d'Eracles («Historia de Heraclio») es una traducción anónima al francés antiguo y continuación de la obra en latín Historia rerum in partibus transmarinis gestarum («Historia de los hechos de ultramar») de Guillermo de Tiro. La obra comienza con la reconquista de Jerusalén por el emperador romano Heraclio en el año 630, de donde toma su nombre. Las continuaciones relatan la historia de los Estados cruzados desde la captura de Jerusalén por parte de Saladino en 1187 hasta 1277.
La traducción se realizó entre 1205 y 1234, posiblemente en Europa Occidental. Muchas veces se cambió el texto de la traducción y los manuscritos conservan diferentes versiones del texto de Guillermo. Las continuaciones se agregaron a la traducción entre 1220 y 1277. Existen dos versiones diferentes de la primera continuación, que cubren los años 1185-1225. Ambos reflejan las actitudes políticas de la aristocracia cruzada. Hay 49 manuscritos supervivientes del Eracles. De estos, 44 contienen una primera continuación extraída de la Crónica de Ernoul y cinco (los llamados manuscritos de Colbert-Fontainebleau) contienen una versión diferente. Doce de los manuscritos contienen una continuación única para los años 1229-1261 extraída del trabajo independiente conocido como la Continuación Rothelin. 
Las continuaciones del Eracles tienen un valor histórico variable. La traducción en sí, en la medida en que difiere del original, no tiene valor histórico como fuente independiente. La continuación de Ernoul es una fuente invaluable para el período desde 1187 hasta 1204, incluida la caída de Jerusalén, el reinado de Conrado de Montferrato, el establecimiento del Reino de Chipre, la tercera cruzada y el Imperio bizantino hasta la cuarta cruzada.
Aunque el Eracles ha sido publicado dos veces a partir de diferentes versiones de manuscritos, no ha habido una edición crítica basada en todos los manuscritos. 